# パパはニュースキャスター
『パパはニュースキャスター』は、1987年（昭和62年）1月9日から同年3月27日までTBS系列で放映されたテレビドラマ。放送時間は、金曜日21時から21時54分（JST）。

## 概要
1984年～1985年に『うちの子にかぎって…』で成功をおさめた、田村正和、伴一彦、八木康夫がタッグを組んで製作されたドラマ。
レギュラー放送が好評だったため、1994年（平成6年）まで、スペシャル版が3本制作された。TBSが実名のまま劇中のテレビ局として登場しており、放送当時の人気番組の名も登場。実際に当時のテレビ局舎内でもロケが行われた。
1994年放送のスペシャルでは、現実と同様に局舎を移転した設定で、完成後まもなく一部部署が段階的に移転していたTBS放送センター（本放送の3日後に放送機能を全て移転した）で収録が行われている。
また、1989年（昭和64年）放送の「お正月スペシャル」には、ワンカットのみでの出演であったが、ワンマンTVショー（1月4日放送『春一番!熱唱・美空ひばり』）の番宣も兼ねて美空ひばりが特別出演しており、これがひばりにとって生前最後のドラマ出演となった。
本作の好評を受けて、翌1988年（昭和63年）には『パパは年中苦労する』という類似ドラマが制作された。
本放送当時子役だった大塚ちかや西尾まり、鈴木美恵の名が世間に広まった作品でもある。

## あらすじ
鏡竜太郎。43歳、独身。職業・ニュースキャスター。ジャーナリストとして正義感に燃える彼にも欠点がある。唯一と言っていい彼の欠点は、酒。飲むと記憶をなくすほど酔い、女を口説くのである。12年前、彼は3人の女を口説いた。その事がやがて思いがけない悲劇となって彼の身に襲い掛かろうとは夢にも思わず…。このドラマは、ある日突然、3人の娘の父親となった独身主義者の悲劇…ではなく、喜劇である。

## 登場人物

### 主人公とその家族

#### 主人公
鏡 竜太郎 - 田村正和
1943年8月1日生まれ。
TBSテレビ「ニュースチャンネル」の司会者。マンションの6階に住んでいる。
生涯独身を宣言し、悠々自適な生活を満喫する独身貴族である。子供と甘いものが嫌いな上に気難しい性格。
無口で無愛想。酒癖と女癖が非常に悪い。それが災いし自分が知らない（記憶がない）うちに女性を口説き、子供を作ってしまう。毎回、3人の愛（めぐみ）の無神経さには苛立っている。
女性を口説く時、「娘が出来たら名前は決めてある。愛情の『愛』と書いて『めぐみ』、愛にめぐまれるように」と話し、3人の娘の名前はすべて「愛（めぐみ）」。後年放送の「お正月スペシャル」で、この名は竜太郎が幼い頃生き別れた（竜太郎は死別だと思っていた）母親の名前であることが判明する。
愛車はポルシェ 928からボンゴワゴンになる（第7話）。
仕事に対する思いは人一倍だが、新聞のテレビ評では久米宏（当時テレビ朝日「ニュースステーション」出演中）や逸見政孝（当時フジテレビ「FNNスーパータイム」出演中）などと比較され「しゃべりが硬く、感情を露にするのは見苦しい」と酷評されている。アイドル歌手の中山美穂からは、「やっぱり逸見さんの方が素敵ね」と評されている（1987年スペシャル）。
『毎度おさわがせします』のことを快く思っておらず、田代冬彦に対して苦情を言う（第8話）。
血液型はA型。趣味は音楽鑑賞（ただし、ハード系は嫌い）で目覚まし時計代わりとしている位。身長174cm。大の巨人ファン。
1994年のスペシャルでは、ニューヨーク支局に異動していたが23時の新番組「ニュースフォーカス」の立ち上げのために東京へ戻ることとなる。しかしTBSが新局舎へ移転したことを知らなかった。

#### 3人の愛（めぐみ）
1987年の明け頃に急遽、同時期に竜太郎の家へ押し入り住まいした3人の異母姉妹娘。3人おそろいの竜太郎の写真が入ったロケットを持っている。彼女達の無神経ぶりに竜太郎に敬遠されながらも、毎回父親への愛情を求めている。カッと向きになるところは父親の竜太郎似である。3人とも苗字にさん付け（「西尾さん」「大塚さん」「鈴木さん→草薙さん」）で呼び合っている。3人とも小学6年生で本編終了時に卒業。1987年のスペシャルでは中学に進学し、1990年のスペシャル終盤でハワイに住んでいる竜太郎の母の古賀愛の元を訪ねた際、3人の希望で古賀愛の元に引き取られハワイで暮らしていたがその後全員帰国。1994年のスペシャルでは20歳となり3人とも別々の仕事に就職している。帰国からスペシャル序盤までは別々に暮らしていたがその後に再び竜太郎の家へ押し入り住まいし始めたが、最終的には3人とも家を出て行った。苗字は演者の名前からとったもの。
西尾 愛（めぐみ） - 西尾麻里
竜太郎が伊豆半島沖地震の取材で静岡県下田市を訪れたときに知り合った女性との間に生まれた娘。
一緒に暮らしていた義父や実母から敬遠されたのがきっかけで、竜太郎の家に住みつく。
3人の愛の中で特に生意気な性格で、竜太郎に対して特に反抗トラブルを起こす。
将来アイドルを目指したい事もあり（第5話）、子役デビュー（第9話）もした。しかし、大塚愛からは顔が良くないこと酷評される。
本編終了時に母親の元に戻るが、スペシャル編で母親が夫と共に蒸発、再び竜太郎の元へ。
成人後は芸能リポーターになったが、竜太郎は快く思っていない。友人と一緒に部屋を借りていたが、その友人と喧嘩して部屋を出て竜太郎の家に戻る。週刊誌に取り上げられた草薙吾郎の「隠し子騒動」を巡って、ワイドショーでの報じ方に傷付いた鈴木愛と一時揉めた。草薙と鈴木の結婚式の後、一番最後に竜太郎の家を出ていった。
血液型はAB型。
大塚 愛 - 大塚ちか子
西尾愛と同じく、竜太郎が伊豆半島沖地震の取材の際に知り合った女性との間に生まれた娘。1975年生まれ（早生まれ）。
母子家庭で育ち、板橋区にある木造アパートの一室に母と2人で暮らしていたが判明（第2話）。母が別な男を作り蒸発したきっかけで、竜太郎の家に住みつく。
3人の愛の中では一番器量が良く、可愛い。隣人の松本家やかつて住んでいたアパートの隣人からも彼女の美貌が評価される（第2話）。西尾愛ほどではないが少々生意気な所があり、西尾愛や竜太郎と口論をしばしばする。
本編終了時に母親と、その夫と共にアメリカに移住するも、アメリカでの暮らしに耐えられなくなり、スペシャル編で、竜太郎の元へ戻ってくる。
成人後は美術大学に通いながら、材料費などの調達を目的にクラブ「シャコンヌ」で「かえで」の源氏名でホステスとして働いている（本人曰く「手っ取り早くお金になるから」）。アパートで一人暮らしをしていたが、そのアパートの契約が切れるため出てきたが、新しいアパートを探すのも面倒で更新するにしても更新料がかかるため竜太郎の家に戻る。その中で小暮と親密な関係になるが、そのことを知った竜太郎と揉めて家を出る。しかし、結果的に恋人とはならず「竜太郎の家で暮らしていると恋人出来そうにないから」と新しいアパートを見つけて家を出る。
鈴木 愛→草薙 愛 - 鈴木美恵子
竜太郎が大洋デパート火災の取材で熊本県熊本市を訪れたときに知り合った女性との間に生まれた娘。ふっくらとした体型。3人の愛の中では唯一竜太郎のことを「お父さん」と呼んでおり、母親は他界している。
熊本で実母と2人で暮らしていた事が判明（第2話）。母が亡くなったのがきっかけで竜太郎の家へ住みつく。
3人の愛（めぐみ）の中では素直な性格だが少々鈍感な所があり、他の姉妹である2人の愛（めぐみ）に注意されることがある。
本編終了時に里子となり、竜太郎の元を去るが、里親（五十嵐：小坂一也）先の家庭の暮らしに耐えられなくなり、スペシャル編で戻ってくる。
成人後は幼稚園で働いている。幼稚園の寮に住んでいたが寮が火事になったため母親の遺影と位牌を持って逃げるのがやっとな状態で竜太郎の家に戻る。しかし週刊誌に取り上げられた「隠し子騒動」を巡って、芸能リポーターという立場の西尾愛と対立し家を飛び出して草薙の元に行く。始めは草薙と結婚する気でいたが報道を受けて草薙から突然「結婚を辞める、健太を別の幼稚園に移す」と伝えられる。しかし、のちに竜太郎との会話で草薙が考えを改めた事で再び結婚を決意。草薙吾郎と結婚し、竜太郎の家を離れた。
血液型はAB型。

### 松本家
竜太郎と同じマンションの6階に住んでいる隣家。竜太郎や3人の愛が頻繁に出入りしている。1994年のスペシャルでは悠作・サヤカに次いで3人目の子供が生まれている。
松本 保 - 所ジョージ
主夫で竜太郎の隣人。
かつては外で働いていたが失業したことに加え、客室乗務員である妻のサポートを兼ねて主夫になったのだという。竜太郎とは対照的に下戸である。
後述のドラマのシリーズの中では唯一、所が既婚男性を演じており、家事もまともに出来る人間として描かれている。
3人の愛に対しては父親である竜太郎以上に面倒見が良く、介護したり料理も教えている（第4話）。
松本 文子 - 松本留美
国際線の客室乗務員。竜太郎同様『毎度おさわがせします』のことを快く思っていない。
夫のことを好きだと思う一方で、竜太郎のことも気になっている。
1994年のスペシャルでも現役で客室乗務員を続けており、ニューヨークからの帰路で竜太郎と再会した。
松本 悠作 - 石堂穣
保と文子の息子。少々生意気な性格。
愛たちのことを好きだと思っているが、前述の理由もあって竜太郎や3人の愛からは快く思われていない。
冗談半分に大塚に告白した事があったが、当然酷い云われ様でふられてしまう。
1994年のスペシャルでは浪人生活を送っている。
松本 サヤカ
保と文子の娘で悠作の妹。乳児。松田聖子の娘の神田沙也加にちなんで命名。
1994年にスペシャルでは5歳に成長しているが、竜太郎のことを知らないためいたずらをして怒らせる。

### テレビ局関係者
米崎 みゆき - 浅野温子
「ニュースチャンネル」のアシスタント。竜太郎とは恋人以上婚約者未満のような関係。
愛たちのことを竜太郎の親戚だと考えていたが、第5話で事実を知ってからは陰で支え続けている（第8話終盤で雛人形を送るなど）。第10話終盤にて、愛たちとの関係を竜太郎に明かす。
本編終了時、23時台のニュース番組のテコ入れとして東京とニューヨークの二元中継を取ることになり、その際にニューヨークへみゆきを送ることとなったため竜太郎たちと別れるが、1987年のスペシャルで社命を受けて帰国した。
1994年のスペシャルはヨーロッパに長期出張中で、終盤にヨーロッパから帰国して竜太郎と再会している。再開した際に3人の愛の事を話されると、「5年ぶりに暮らしてやりにくいのは、3人の愛を女として意識しているからでは」と指摘する。
大多記者 - 松澤一之
TBS記者。2児の父親（第6話より）。
スペシャルではポストを移動し名前は大多亮と設定された。モデルは当時フジテレビのドラマプロデューサーだった大多亮（現・関西テレビ放送代表取締役社長）。
竜太郎がニューヨークへ旅立つ際に自宅を貸しているが、その後自身は家族ともども新居へ引っ越し。中原みどりに竜太郎の自宅を又貸ししてしまう。
局長 - 藤岡重慶
小林繁
「ニュースチャンネル」スポーツキャスター
相沢早苗
「ニュースチャンネル」お天気キャスター

### 愛の母親たち
いずれも3人の愛を演じるキャストの名前がそのまま役名になっている。
西尾 麻里（西尾愛の母） - 田島令子
家庭内不和で娘（西尾愛）が邪魔になり、竜太郎に押しつける。
さらに西尾愛の妹、千恵子を置いて、夫と共に蒸発してしまうが、本編終了時に姿を現す。
旧姓は前原。
大塚 ちか子（大塚愛の母） - きたむらあきこ
1950年10月6日生まれ。身長158cm。体重45kg。血液型B型。
娘（大塚愛）を置いて蒸発してしまうが、日向勝也（目黒祐樹）と、結婚。一旦は娘を引き取り、アメリカに移住する。
鈴木 美恵子（鈴木愛の母）
保険会社の外交員をしながら、娘である愛を女手一つで育てていた。父親が竜太郎であることを告げて他界する。
写真のみの登場。

### その他
宮前 真知枝 - 舟倉由佑子
警視庁の婦人警官。
竜太郎とは恋人以上で婚約者未満であり、米崎みゆきとは恋敵な存在であるが、3人の愛達の存在を知りさらに竜太郎の娘だと知ると竜太郎の関係を断ち切る。
今西先生 - 室井滋
3人の愛の担任。竜太郎のファン。
F・D - 真鍋敏
受付 - 松田かほり
編集長 - 宮田光
運転手 - 中島元
「シャコンヌ」のホステス - 森田水絵、円城寺あや、川俣しのぶ
ナレーション - 芥川隆行

### ゲスト出演者
第1話
- 本田美奈子 - 本人役。後述の通り、劇中で主題歌を歌唱した。
- 松下賢次（当時TBSアナウンサー）[注 5] - 第7話にも出演
- 小林繁 - 本人役
- AD - 和田賢司
- 警官 - 須永慶
- ウェイトレス - 大宮美由起

第2話
- 大塚愛が母親と住んでいたアパートの隣人[注 6] - 青木和代
- 司会者 - 藤木孝
- C-C-B - 本人役

第3話
- 店員 - 天久美智子
- 雑誌記者（ザテレビジョン） - 水上直人
- 雑誌記者（週刊読売） - 木村博美
- 雑誌記者（テレビガイド） - 富安修
- オジさん - 武川信介
- オバさん - 早川亜友子
- 電話の女（声のみ） - 鈴木三枝

第4話
- 佐藤 ひとみ - 中村れい子
竜太郎の家に来た家政婦。「めぐみ」という名前の娘がいる。
- 池田裕子 - 本人役（当時TBS局契約アナウンサー、後の絵門ゆう子）[注 7]
- 肉屋の店員 - 石黒正男
- 女教師 - 坂井寿美江
- めぐみ[注 8] - 上田愛美
佐藤ひとみの娘。園児。

第5話
- 生島ヒロシ（当時TBSアナウンサー）
- 酒井ゆきえ

第6話
- 中学生 - 山口剛史

第7話
- 南野陽子 - 本人役。竜太郎に頼まれて、サインを書く。
- 店員 - 掛田誠

第8話
- 人形店の主人 - 佐戸井けん太
- 田代編成部員 - 田代冬彦（本人役。現・東京放送ホールディングス執行役員）[注 9]
- 配送員 - 後藤康夫

第9話
- 西川きよし
- 父親 - 藤木孝
- 母親 - 山本道子
- 中年の主婦 - 猪俣光世
- 仲居 - 黒田福美
- 中曽根首相の秘書 - 林昭夫、加瀬幸一、平井隆厚

第10話
- 工藤 今日子 - 蜷川有紀
文子の同僚の客室乗務員。竜太郎の婚約者という誤った情報が報道されてしまう。
- レポーター - 小川みどり、竹内靖、谷村慶子
- スチュワーデス - 安藤瑞乃、片山淳子、星谷沙貴子

第11話
- 五十嵐 - 小坂一也
鈴木愛を里子として引き取った。最終話・1987年のスペシャルにも登場。
- 日向 勝也 - 目黒祐樹
大塚ちか子の結婚相手で、大塚愛を引き取った。最終話・1987年のスペシャルにも出演。
- 五十嵐の妻 - 岩本多代
- 西尾 千恵子 - 土井千恵子
西尾愛の妹。最終話・1987年のスペシャルにも登場。1987年のスペシャルでは西尾愛と共に竜太郎の元へ戻ってくるが、その後のスペシャルには登場するどころか近況すら語られておらず、動向は不明。
- 医者 - 伊藤正博
- 校医 - 三宅悦子

最終話
- 高橋 悦子 - 斉藤慶子
- 新聞勧誘員 - 渡辺哲
- タクシー運転手 - 小林福一郎、佐藤昇
- 小学4年生の愛 - 広瀬珠美、近藤花恵、高井かずえ
最終話終盤に現れた竜太郎の娘と名乗る3人の愛（めぐみ）。しかし、その後のスペシャルでは存在自体が無かったことにされており、動向は不明。

#### スペシャル
スペシャル（1987年10月2日）
- 石田 奈々美 - 鈴木保奈美
新人女子アナ役。23時台のニュース番組でニューヨークのキャスターとなるみゆきに替わり「ニュースチャンネル」での竜太郎のパートナーとなる。さらに竜太郎の家にしばしば酔ったり荷物を送ったりするなどの行為をして挙句の果てには竜太郎が財産目当てに結婚しようとするところまで進んだが、みゆきに全てを明かされてなかったことにされる。
- 竹田 静子 - 風吹ジュン
「シャコンヌ」のホステス。離婚していたが終盤に夫と復縁し妊娠。竜太郎と別れることとなった。
- 竹田 トオル - 高橋良明[注 10]
静子の息子で、大塚愛と恋愛関係になる。
- 雑誌記者 - 佐戸井けん太
- レティシア - LISA HART
- 金子真美
- 向井薫
- 後藤康夫
- 森本毅郎（特別出演）
本人役。『JNNニュース22プライムタイム』の宣伝を兼ね「ニュースチャンネル」にゲスト出演するという設定。
- 中山美穂（特別出演）
本人役。DREAMS COME TRUE結成前の当時、中山のバックバンドをしていた中村正人の姿が確認できる。
- マネージャー - 松澤一之
中山美穂のマネージャー。大多記者との二役。演じた松澤は中山美穂主演の『ママはアイドル!』でも中山のマネージャー役を演じていた。

#### お正月スペシャル
お正月スペシャル（1989年1月2日）
- 安達 康子 - 研ナオコ
クラブで竜太郎と遭遇したホステス。3人の愛の母親らと同様の経緯で子供を産んでいる。竜太郎の家を安達愛と3人で出かけるところを松本夫妻とみゆきに目撃され騒動になった結果、竜太郎から説得されて家を出る。竜太郎も3人の愛も安達愛が本当に娘かどうかを疑っていたが、その正体は著名な人物の元へ「あなたの子供だ」と幼女を連れていき養育費と金をだまし取る女詐欺師だった。康子は女手一つで安達愛を育てるためのやむを得ない手段だったとしながらも、安達愛が大きくなり、母親の行為を知った時のことを案じ、全てを告白した置手紙を置き、安達愛を古賀愛の元へ託して警察へ自首した。竜太郎は自首した事を本番中に入ったニュース速報で知った。
- 安達 愛 - 安達美加
康子の娘。康子が自首した後は、罪を償って社会復帰を果たすまでホノルルの古賀愛のところへ引き取られることとなった。
- 古賀 愛 - 白川由美
竜太郎の生き別れた母親。ハワイ・オアフ島在住でホノルルにある日本食レストランを経営している。長年死別したと思い込んでいた竜太郎も3人の愛も母親であることをずっと疑っていたが、終盤にみゆきを介して「東京では世話になったね」と感謝の手紙と幼少期の竜太郎と写った写真を同封して送っており、実の母親であることがわかる。その写真の裏には現住所を記しており、翌1990年の正月に竜太郎が3人の愛・「3時にあいましょう」の取材でハワイに来ていたみゆきとそのレストランを訪ねている。このスペシャル終盤での3人の愛の希望と、古賀愛本人が竜太郎以外の身寄りもなかったことから3人も預けていた。
- 逸見政孝（フリーアナウンサー）[注 11]
本人役で、ドラマ内でも逸見が当時務めていた『FNNスーパータイム』のキャスターという設定。みゆきと雑誌の対談取材の後、「シャコンヌ」で竜太郎と遭遇する。竜太郎とはこれが初対面という設定。
- 吉川美代子（当時TBSアナウンサー）
アメリカで長期取材中のみゆきのピンチヒッターとして「ニュースチャンネル」を担当。
- 松宮一彦（当時TBSアナウンサー）
竜太郎が初夢で見た「ニュースチャンネル」で、中継先の上野演芸場のリポーター。中継を大塚愛に妨害され困惑する。
- 長峰由紀（当時TBSアナウンサー）
竜太郎が初夢で見た「ニュースチャンネル」で、中継先の浅草のリポーター。中継を西尾愛に妨害され困惑する。
- 海老一染之助
- 海老一染太郎
竜太郎が初夢で見た「ニュースチャンネル」で中継先の上野演芸場の新春興行の出演者。演目中に大塚愛に妨害され困惑する。
- 須永慶
- 伊藤祐未
- 後藤康夫
- 田原アルノ
- 橋本るり子
- 芳野亜梨沙
- 細井順子
- 南雲由記子
- 栗原清美
- 樋川裕子
- 稲川佳奈子
- Kenise Leoug
- 美空ひばり（特別出演）
生前最後のワンマンショーの番宣も兼ねて出演、ワンカットのみであったがひばりにとってこの作品が生前最後のドラマ出演となった。

#### 帰って来た鏡竜太郎スペシャル
帰って来た鏡竜太郎スペシャル（1994年9月30日）
- 草薙 吾郎 - 風間トオル
竜太郎の同僚で鈴木愛の婚約者。ニューヨークへ異動した鏡に代わって『ニュースチャンネル』の司会者となる。しかし、鏡と同様に取材先で知り合った女性との間に健太という息子が生まれ、その子を押し付けられた経緯がある。しかし、週刊誌にそれを「隠し子」と報じられ、竜太郎や3人の愛を巻き込む騒動になってしまう。吾郎は一度は恋を諦めるが、プロポーズした理由と気が変わった理由を知りたいため新局舎の屋上に呼び出した竜太郎が鈴木愛の父親である事を明かすも依然心は動かず、竜太郎に殴られても「父親だったら苦労するとわかってる男のところに嫁に行け、まだ20歳の彼女に3歳の子供の母親になれなんて言わない」と言うが、健太が通う保育園の保育士だった鈴木愛が母親代わりになって面倒を見ていたことで母親になりたがっていること、吾郎だけではなく健太のことも好きであることを竜太郎から知らされた事で遂に心を動かし鈴木愛との結婚を決意。健太は連れ子となった。
- 小暮 秀夫 - 橋爪功
竜太郎の同期。シャコンヌで会った「かえで」＝大塚愛と恋愛関係となり、竜太郎に呼ばれて酒を交わした際に再婚を考えている事も明かしていた。その翌朝（草薙と鈴木の結婚式の日の朝）、竜太郎からの電話で「かえで」が竜太郎の娘・大塚愛だと明かされる。
- 中原 みどり - 常盤貴子
竜太郎が日本に戻ってきた際、共に「ニュースフォーカスを担当することとなる。竜太郎と恋人関係になりかけるが、後に3人の愛の小学校時代の同級生と判明する。同級生だったころは「青山」姓だったが、両親が離婚したため「中原」姓になっている。
- 報道局長 - 伊東四朗
1987年当時の局長の後任。竜太郎に新番組「ニュースフォーカス」のキャスターを任命する。
- 亀山 哲夫 - 浜田雅功（ダウンタウン）
中原みどりの恋人。「連れ子騒動」で3人の愛ともめて居場所のない竜太郎が隠れるために中原の住む部屋に来たがその時に居合わせ、竜太郎と会う。浜田はこの1シーンだけの出演となった。
- ナレーター - 鈴木史朗（当時TBSアナウンサー）
芥川隆行が1989年のスペシャル放送後に死去したため、その後任。
- 『モーニングEye』キャスター - 山本文郎、渡辺真理（当時TBSアナウンサー）
放送当時平日8時台に放送されていたワイドショー番組『モーニングEye』の司会。序盤に劇中の番組としてそのまま『モーニングEye』が登場した。

## スタッフ
- 脚本：伴一彦
- オープニングナレーション：芥川隆行
- プロデューサー：八木康夫
- 演出：吉田秋生、近藤邦勝、伊藤一尋
- 主題歌：本田美奈子「Oneway Generation」
  - 第1話には本田が本人役でゲスト出演し、当曲を歌う場面もあった。
- 製作著作：TBS

## 放送日程
| 各回   | 放送日        | サブタイトル                 | 演出     | 視聴率 |
| ------ | ------------- | ---------------------------- | -------- | ------ |
| 第1回  | 1987年1月9日  | こんばんわ、田村正和です     | 吉田秋生 | 19.0%  |
| 第2回  | 1987年1月16日 | 親の顔が見たい!              | 吉田秋生 | 20.9%  |
| 第3回  | 1987年1月23日 | 親子ゲーム                   | 近藤邦勝 | 21.8%  |
| 第4回  | 1987年1月30日 | おかしなおかしなお手伝いさん | 近藤邦勝 | 20.5%  |
| 第5回  | 1987年2月6日  | 独占!衝撃の告白              | 吉田秋生 | 21.5%  |
| 第6回  | 1987年2月13日 | 涙の義理チョコ               | 吉田秋生 | 21.7%  |
| 第7回  | 1987年2月20日 | 昼下がりの情事と夜ふけの家出 | 近藤邦勝 | 19.9%  |
| 第8回  | 1987年2月27日 | わたし、オンナになっちゃった | 伊藤一尋 | 24.8%  |
| 第9回  | 1987年3月6日  | 湯けむり情話                 | 吉田秋生 | 23.5%  |
| 第10回 | 1987年3月13日 | パパの結婚物語               | 近藤邦勝 | 24.4%  |
| 第11回 | 1987年3月20日 | さよならパパ                 | 吉田秋生 | 22.9%  |
| 最終回 | 1987年3月27日 | 泣かないでパパ               | 吉田秋生 | 23.6%  |

平均視聴率 22.0%（視聴率は関東地区・ビデオリサーチ社調べ）
パパはニュースキャスターSP 1
パパはニュースキャスター　お正月SP
パパはニュースキャスター
帰ってきた鏡竜太郎SP

## 放送局
特筆の無い限り全て同時ネット。
- TBS系列25局（制作局）
- 北日本放送（月曜 22:00 - 22:54にて遅れネット）[4]

## エピソード
- 脚本家の伴一彦の紹介で、当時フジテレビアナウンサーの逸見政孝が田村正和にテレビキャスター役のアドバイスをした[5][6]。
- 田村正和は「ニュースプレゼンター役だからカメラ目線でしゃべるが、これが何とも恥ずかしい」と話していた[7]。
- 『パパは年中苦労する』の第11話にて、本作の登場人物のうち鏡竜太郎・米崎みゆき・太多の3人がワンシーンのみではあるが登場する。
- 製作の流れとしては、『うちの子にかぎって…』『うちの子にかぎって…2』『子供が見てるでしょ!』に続くものであり、本作を経て『パパは年中苦労する』で完結するようになっている。伴一彦が脚本を担当し、田村正和が主演、所ジョージがレギュラー出演している点も他の作品と共通しているところである。ただし、『パパは年中苦労する』以外の作品はストーリー上のつながりはなく登場人物同士が絡むシーンもない。なお、本作は前述の流れで制作されたドラマの中では唯一DVDが発売されている[注 12]。また、松本留美はこの流れで製作されたすべての作品に出演しているが、レギュラー出演は本作のみ。
- DVD版では、第7話でゲスト出演していた南野陽子のシーンが本人の肖像権に対する姿勢を受けてカットされている[注 13]。

## お遊び
上記の『うちの子にかぎって…』同様、要所要所に「お遊び」が入れられていたのも特徴である。代表例として以下のものがある。
- 3人の"愛"の名字は実際にそれを演じる子役の姓からつけられ、かつ母親たちの役名は子役達の本名がつけられている。
- 大部分の放送回で共通して行われたこととして、実在の店や出版社、著名人が登場したことが挙げられる（名前のみのものも含む）。
- 登場人物が、視聴者に対して語りかけるという場面も散見される。
- 竜太郎がCMに入る旨を伝えた直後、実際にCMが流れるということもあった。
- 第1話ではテーマ音楽を歌った、本田美奈子が西尾愛に対して「今度始まるドラマのテーマ」として『Oneway Generation』を歌い、「ドラマがヒットするといい」と会話する場面があった。
- 第11話の「おたよりコーナー」における出演者のやり取りの中では、悠作役の石堂穰が『うちの子にかぎって…』で演じた岡田和人の真似（『子どもホットライン』）をした。なお、このコーナーはシナリオ段階では田村、西尾、大塚、鈴木の4人のみの登場予定だったが、実際の放送ではレギュラー陣全員で最終話について予想するというものに変更された。

## フジテレビによる盗作騒動
2012年4月よりフジテレビ系列で放送のドラマ『家族のうた』（ドラマチック・サンデー枠）について、本作とストーリーの類似性が多いため、盗作であるという疑惑が生まれている。脚本家の伴一彦は、自身のTwitterで「仮にリメイクを求められても許可しない」こと、および「八木（康夫）さんに対応を任せている」旨のツイートをしている。